# 色兰

色兰（阿拉伯语：‎）是常见的阿拉伯问候语，在全世界的穆斯林之间以及中东地区的基督教徒、犹太教徒之间普遍使用。它的意思是“和平降临于你”，用法与“你好”没有太大区别。回应这句话时使用 (阿拉伯语：‎)，意思是“也祝和平降临于你”。
該問候語中文意译为“祝安词”或者音译为“色兰”、“色俩目”。使用这个问候的行为称为“致祝安词”、“道色兰”、“出色兰”、“道色俩目”、“敬道色兰”等。
同辈之间的问候方式是双方使用右手轻触后，稍微鞠躬然后把手心印在自己的心口上；晚辈向长辈问候时同时会轻吻长辈的手背。要注意的是，在保守的伊斯兰世界中，异性之间不允许握手。

## 各地問候方式
- 在阿拉伯，祝安時同時握右手，之後輕吻面頰兩或三次。
- 在巴基斯坦，祝安時同時握右手，若是久別重逢的同性朋友，亦會擁抱。
- 在伊朗與阿富汗，色蘭是簡單的祝福，和英語國家親友之間說 Peace be upon you 的場合相似。
- 在土耳其，祝安時同時擁抱。一般亦會說「Selam」打招呼，等同於英文的「Hello」或「Hi」，網絡或短訊溝通亦常常以"slm"作為簡稱。
- 在印度，祝安時同時以右手舉至前額以表示祝福（arz hai）。
- 在印度尼西亞，祝安時同時「握手」，握手的方法是保持手指合攏，以雙手手指輕觸對方的手指或指尖，然後把右手心印在自己的心口上。
- 在印度尼西亞爪哇的文化，祝安時晚輩以長輩的手輕按自己的額頭，亦可以吻手背或戒指，尤其以小童常用以向長輩敬禮。
- 在馬來西亞，色蘭的馬來文是連成一字的「assalamualaikum」。
- 在坦桑尼亞及其它東非斯瓦希里语的國家，色蘭讀作「assalamualaikum」，回答是「aleikum-salam」，同時握手擁抱，有時亦可以揮手代替。主要是穆斯林的祝福語，而當地的基督徒會簡稱為「Salam」。
- 在埃塞俄比亞阿姆哈拉语地區，色蘭讀作「Selam」，和英文的「What's up」類似用於日常打招呼。
- 在哈萨克斯坦，老一輩的人習慣用全句Ассалаумағалейкум，其对应回答是Уағалейкумассалам。而年轻一辈，習慣以簡稱Сәлем打招呼，或者用比较正式的说法Сәлеметсіздер，同時擁抱。女性亦不會說Ассалаумағалейкум。

## 发音
阿拉伯语的读音在不同的地区往往会有相当大的差异，《古兰经》作为伊斯兰世界的经典和典范统一了这个词语的读音，在标准阿拉伯语中，它的发音是[ʔæsːæˈlæːmʊ ʕæˈlæɪkʊm]。
实际上，现今的大多数阿拉伯语使用者会省略前面‘’的部份，把它念成‘’。摩洛哥的阿拉伯语使用者一般上会念成[səleːmu leikum]。在阿拉伯地区流浪的貝都因人会混淆‘K’和‘Ch’的读音念做[ʔæsːælæːmʊ ʕælejtʃʊm]。英语使用者则往往会把它发音成[ʌsəˈlaːmə wəˈleɪkum]。而在东欧、东南亚和印度地区则会发音成[asalaːmʊ aleıkʊm]。中文使用者的发音通常为“安塞俩目阿莱依库姆”或“安塞俩目而来昆”。

## 变异
色兰的用法和变异如下：
- As-Salāmu ʿAlayka (阿拉伯语：‎) - 对单独的男士
  - 回应：wa ʿAlayka As-Salām (阿拉伯语：‎)
- As-Salāmu ʿAlayki (阿拉伯语：‎) - 对单独的女士
  - 回应：wa ʿAlayki As-Salām (阿拉伯语：‎)
- As-Salāmu ʿAlaykuma (阿拉伯语：‎) - 对两人（不分性别）
  - 回应：wa ʿAlaykuma As-Salām (阿拉伯语：‎)
- As-Salāmu ʿAlaykum (阿拉伯语：‎) - 对三人以上的团体（当中至少有一位男士）
  - 回应：wa ʿAlaykum As-Salām (阿拉伯语：‎)
- As-Salāmu ʿAlaykunna (阿拉伯语：‎) - 对三人以上的团体（女士）
  - 回应：wa ʿAlaykunna As-Salām (阿拉伯语：‎)